# Pachylobos
Genre
Synonymes
- Discocyrtulusoma Piza, 1943

Pachylobos est un genre d'opilions laniatores de la famille des Gonyleptidae.

## Distribution
Les espèces de ce genre sont endémiques  de l'État de São Paulo au Brésil.

## Liste des espèces
Selon World Catalogue of Opiliones (28/08/2021) :
- Pachylobos littoralis (Mello-Leitão, 1932)
- Pachylobos longicornis (Mello-Leitão, 1922)

## Publication originale
- Piza, 1940  : « Novos Gonyleptidae do Brasil. » Arquivos de Zoologia do Estado de São Paulo, vol. 1, p. 53–66..